# Koyraboro senni
El koyraboro senni (o songhai oriental o koroboro senni) es una variedad songhai de Mali, hablada por unas 430 mil personas a lo largo del río Níger desde Gourma-Rharous, al este de Tombuctú, a lo largo de Bourem, Gao, y Ansongo hasta la frontera entre Mali y Níger.
El autónimo usado por sus hablantes koyra-boro senn-i significa literalmente "la lengua de los residentes de la ciudad" para diferenciarla de la lengua de los nómadas (como los tuareg) y otras personas de paso.
Aunque el koyraboro senni se asocia con asentamientos fijos, es una lingua franca ampliamente usada al este y oeste de Gao, también por los fulani que viven a lo largo de la frontera entre Mali y Níger y entre los bozo. Al este de Tombuctú el koyraboro senni deja paso abruptamente a otra lengua songhay diferente el koyra chiini.